# Lípa v Nuzerově (2)
Lípa v Nuzerově (2) je památný strom v obci Nuzerov jihozápadně od Sušice. Lípa velkolistá (Tilia platyphyllos Scop.) roste na konci obce směrem na jih, v blízkosti polní cesty. Stáří stromu se odhaduje na 100–120 let, výška stromu je 25 m, výška koruny 21 m, šířka 18 m, obvod kmene 310 cm (měřeno 2000 a 2012). Zdravotní stav stromu je velmi dobrý. Lípa je chráněna od 29. listopadu 2001 jako krajinná dominanta.

## Památné stromy v okolí
- Krušecká lipová alej